# Juliuslöser

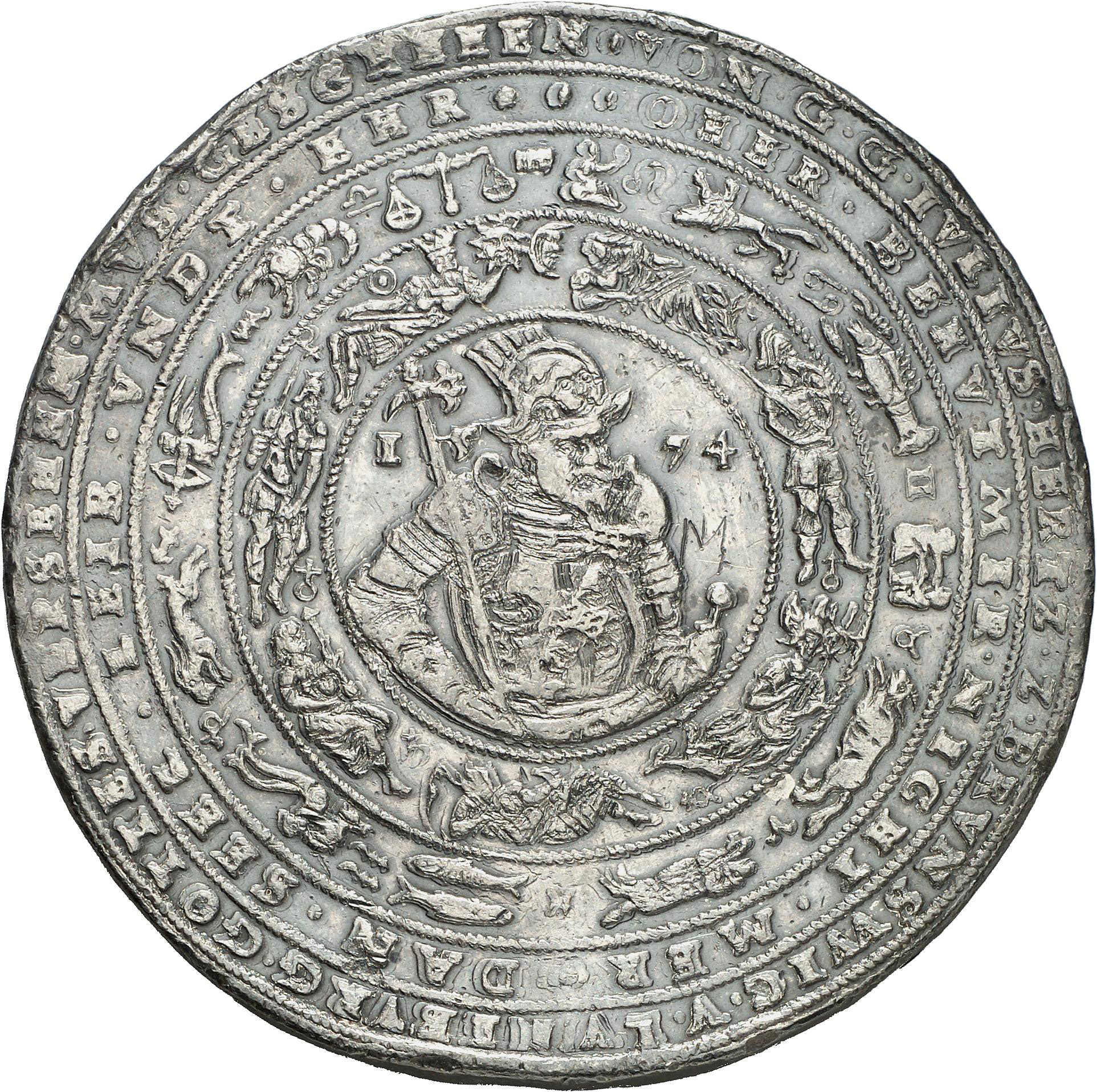
Juliuslöser zu 10 Talern von 1574. Der Taler besteht aus Silber, wiegt 260,84 g, hat einen Durchmesser von 73 mm und eine Dicke von 6 mm.

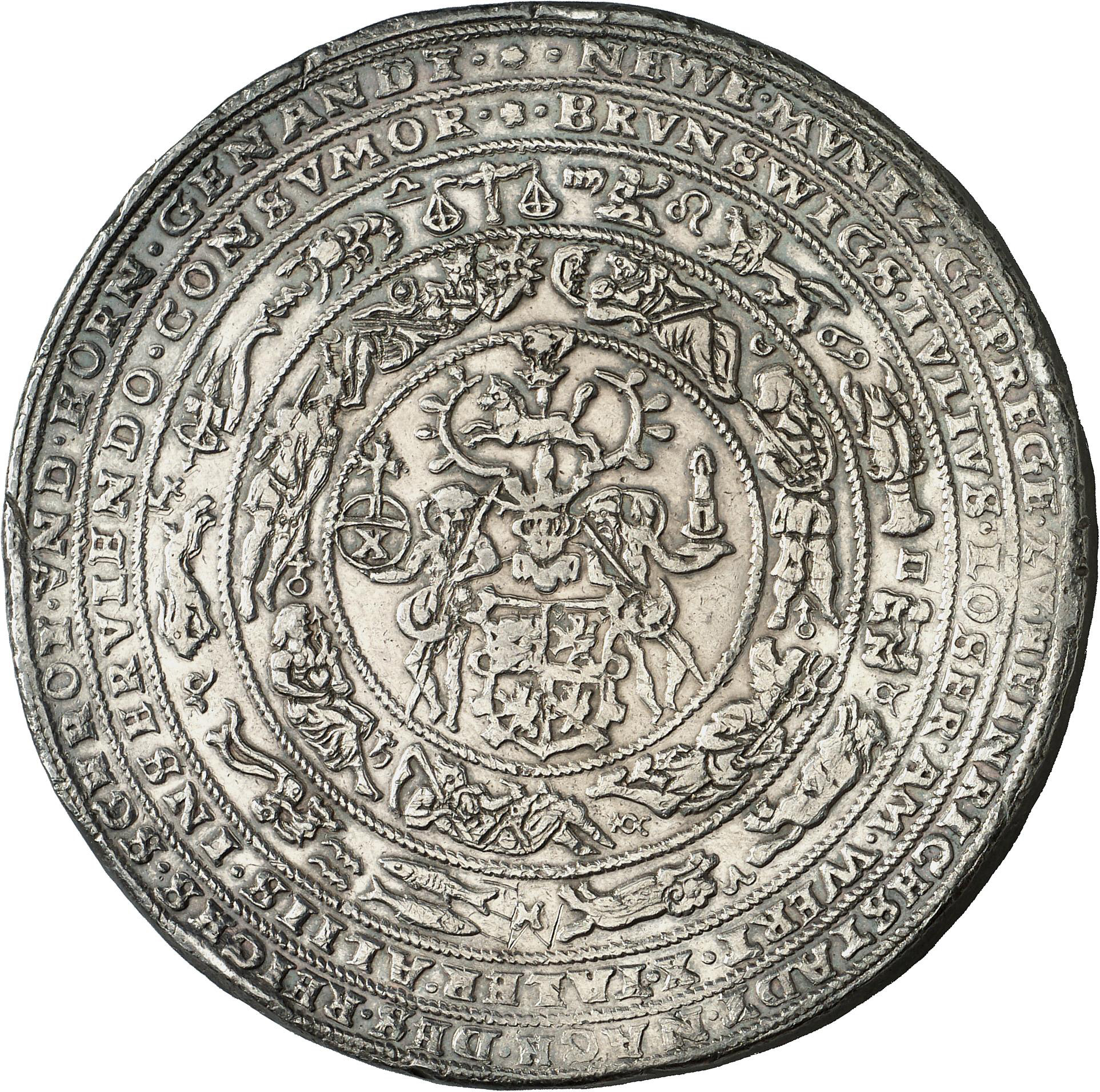
Rückseite

Juliuslöser, auch Julius-Löser, sind silberne Mehrfachtaler, die auch als Schaumünzen bezeichnet werden. Die Gepräge ließ Herzog Julius von Braunschweig-Wolfenbüttel (1568–1589) ab 1574 im Gewicht von 2 bis 16 Reichstaler schlagen. Die Vorderseiten zeigen das Hüftbild des Herzogs, umgeben von vier Ringen, zwischen denen Umschriften und Bilder des Tierkreises sowie der personifizierten Planeten zu sehen sind. Die Rückseiten zeigen das Wappen des Herzogs und in zwei Kreisen Umschriften und die Wiederholung der Zeichen und Bilder der Vorderseite. Die Juliuslöser können je nach Wert und Prägejahr Unterschiede aufweisen. Die winzige Wertangabe im Reichsapfel der Rückseite ist mitunter fehlerhaft.

## Münzbeschreibung
Der Juliuslöser von 1574 des Herzogs Julius von Braunschweig-Wolfenbüttel hat einen Wert von 10 Reichstalern, besteht aus Silber und wiegt 260,84 g. Der Durchmesser beträgt 73 mm und die Dicke 6 mm. Der Zehnfachtaler wurde in der Münzstätte Heinrichstadt in Wolfenbüttel (Niedersachsen) unter dem Münzmeister Heinrich Veeber (Veever) geprägt. Dieser Juliuslöser ist der erste der besonderen Gepräge.

### Vorderseite
Die Vorderseite zeigt das geharnischte Hüftbild des Herzogs Julius mit geschulterter Streitaxt in der rechten Hand. Die linke umfasst den Griff des angegurteten Schwerts. Das Bild des Herzogs ist von vier Zierringen umgeben, zwischen denen, von innen nach außen gesehen, die personifizierten Planeten, die Tierkreiszeichen (Zodiakus) und die Umschriften zwischen den zwei äußeren Ringen angeordnet sind. Die Jahreszahl 1574 ist zu beiden Seiten des Hüftbilds geteilt angegeben. Rechts im Feld ist ein Sammlerzeichen „MI“ ligiert eingeritzt.
- Umschriften (von außen nach innen): VON G G IVLIVS HERTZ Z BRVNSWIG V LVNEBVRG GOTTES VERSEHNN MVS GESCHEEN / O HER BEHVT MIR NICHT MER DAN SEEL LEIB VNDT EHR … (Von Gottes Gnaden Julius, Herzog zu Braunschweig und Lüneburg. Gottes Versehen muss geschehen. – Ein Wahlspruch des Herzogs / Oh Herr behüte mich nicht mehr, dann ist Seele, Leib und Ehre …)

Den Spruch „Gottes Versehen muss geschehen“ („Versehen“ ist die Vorsehung), hat Herzog Julius deswegen favorisiert,

„weil [er] durch Gottes sonderbahre Schickung, wider seines Vaters Anschläge, seiner Feinde Wunsch und Willen, und aller Leute Meinung, ja wi(e)der sein eigenes Vermuthen, zur Landes Regierung gelanget [ist].“

### Rückseite
Die Rückseite zeigt das Wappen des Herzogs Julius mit der herausgestellten mittleren Helmzier, darüber befindet sich das Sachsenross. Zu beiden Seiten des Wappens ist je ein Wilder Mann zu sehen, rechts im Bild mit einem brennenden Licht, links mit einem Reichsapfel mit der römischen Zahl X. Das ist der Wert des Lösers zu 10 Taler. Die Zeichen bzw. Bilder zwischen den Ringen sind die gleichen wie die auf der Vorderseite. Warum Herzog Julius „die 7 Planeten und die 12 himmlischen Zeichen“ auf diese Münze hat setzen lassen, hat noch niemand recht sagen können.
- Umschriften (von außen nach innen): NEWE MVNTZ GEPREGE ZV HEINRICHSTADT NACH DES REICHS SCHROT VND KORN GENANDT / BRVNSWIGS IVLIVS LOSER AM WERT X TALER ALIIS INSERVIENDO CONSVMOR (Neue Münze, geprägt zu Heinrichstadt, nach des Reiches Schrot und Korn. / Braunschweigs Juliuslöser im Wert zu zehn Taler. Anderen zu dienen, zehre ich mich auf, oder im Dienste anderer verzehre ich mich. – der Wahlspruch des Herzogs.)[6]

## Geschichte

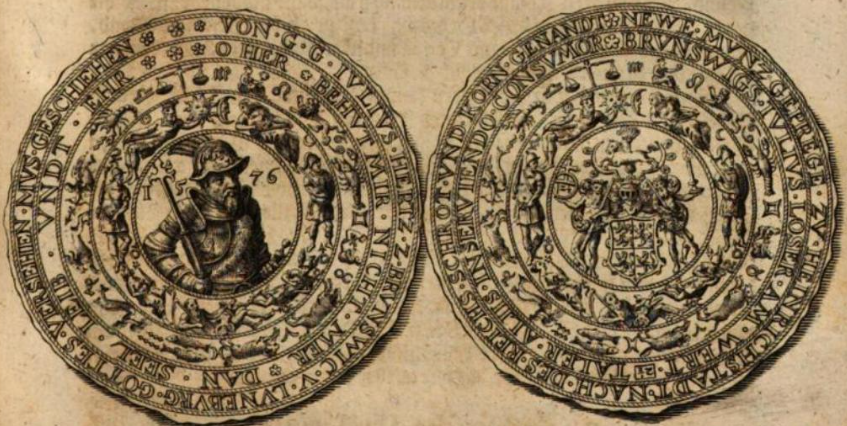
Juliuslöser zu 5 Taler von 1576 (Nach Köhler ist dieser ein halber Juliuslöser zu 5 Reichstalern. Er bezieht sich folglich auf den 10-fach-Taler, der von ihm als ganzer Juliuslöser erfasst wird.) Der auf der Rückseite im Reichsapfel eingeschlagene Wert 2 ist ein Stempelfehler, der wegen des richtigen Gewichts nicht störte.

Die großen Mengen Silber aus den Gruben des Harzes ermöglichten Herzog Julius die Prägung der von ihm benannten Juliuslöser. Sie sollten vermögenden Untertanen gegen Bezahlung mit handelsüblichem Geld übergeben werden, und diese waren dabei anzuhalten, sie aufzubewahren. Durch diesen Geldwechsel wurde kostenlos eine größere Menge Silber für das Herzogtum in Reserve gehalten, die im Bedarfsfall verfügbar war. Die ersten Juliuslöser wurden 1574 im Wert von 10 Reichstalern geprägt (siehe das Original oben). In den Jahren 1576 und 1588 ließ der Herzog zwei Ausgaben von Mehrfachtalern im Gewicht bis zu 16 Taler prägen. Obwohl die Juliuslöser nach des Reiches Schrot und Korn geschlagen wurden, waren sie keine Zahlungsmittel.
Nach Johann David Köhlers Münzbelustigung mussten die eingewechselten Juliuslöser vom Käufer „wohlverwahrlich“ aufgehoben und zur bestimmten Zeit seiner Obrigkeit jährlich vorzeigt werden. Ob diese Stücke jemals wieder eingelöst wurden, ist nicht bekannt.

### Köhlers Erklärung des Münznamens
Den Namen Juliuslöser haben die großen Silbertaler vom „Einlösen“ bekommen, weil die Untertanen diese mit barem Geld, so wie es jeder Stand und jedes Vermögen zuließ, einlösen mussten, und weil der Landesfürst in einem Notfall bei Geldmangel diese von seinen Untertanen wieder abfordern und „kleines Geld“ daraus münzen könnte. Nach dem Ende einer „bösen Zeit“ sollte der Geldwert den Untertanen in anderem Geld ersetzt und somit vom Herzog wieder „abgelöst“ werden.

„Es habe demnach diese grossen Silber-Thaler den Nahmen der Julius-Löser von dem einlösen bekommen, weil solche […] die Unterthanen […] mit baarem Gelde nach ihren gesetzten Werth, wie es [eines] iede[n] Stand und Vermögen zuliesse, einlösen musten, und weil […]  der Landes Fürst bey eindringendenden Geld-Mangel solche zwar wieder abforderte, und kleines Geld daraus münzen ließ, jedoch nach verschwundener bösen Zeit denenselben den Werth in anderem Gelde wiederum ersetzte, und […] solche von ihm wieder ablöste.“